# Seututie 474
Pour les articles homonymes, voir Route 474.
La route régionale 474 (finnois : Seututie 474) est une route régionale allant de Hautaniemi à Savonlinna jusqu'à Vihtari à   Heinävesi en Finlande,.

## Présentation
La seututie 474 est une route régionale de Savonie du Sud.

## Galerie

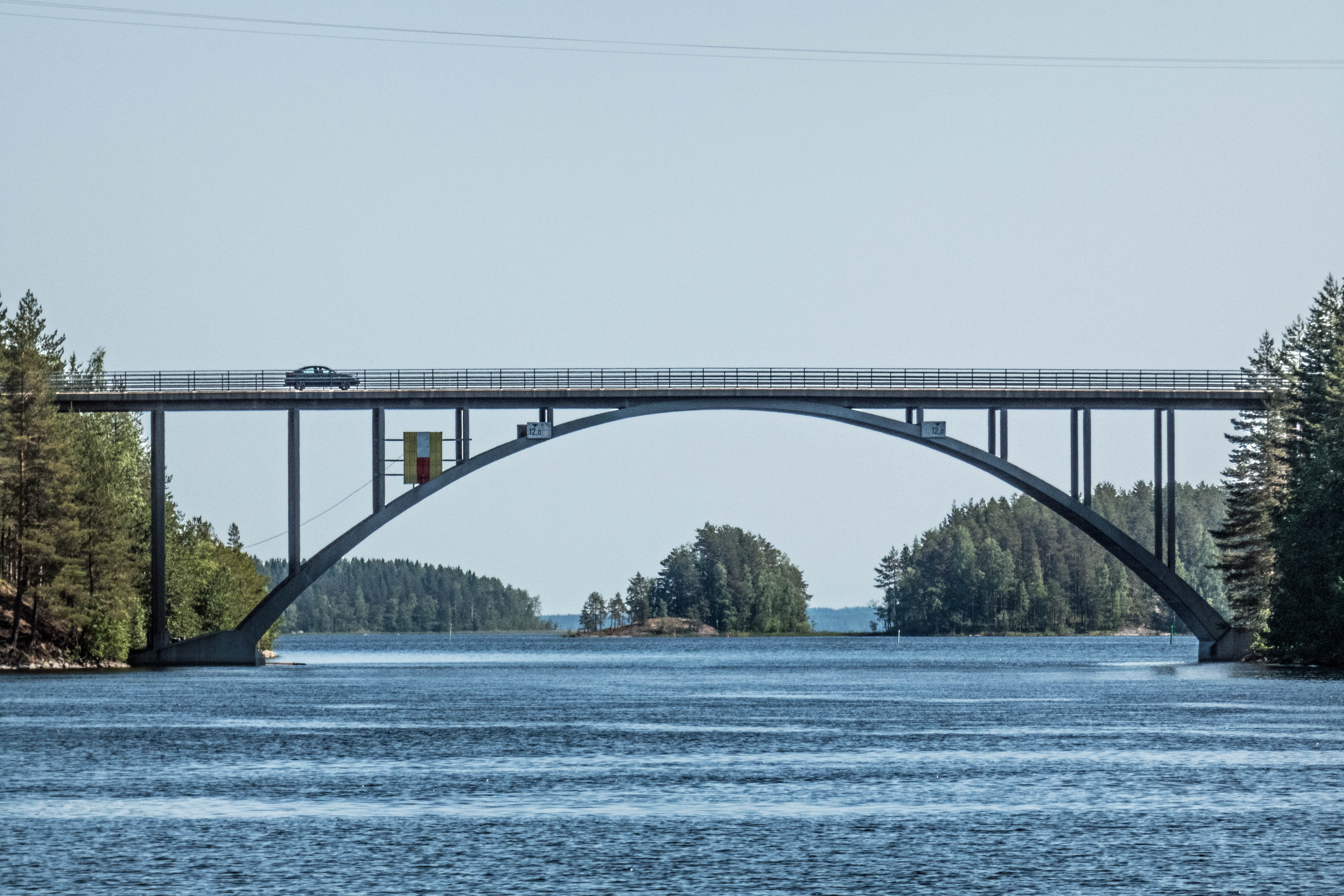
Pont d'Orivirta.

## Parcours
- Hautaniemi
- Seikanlampi
- Puronsalo
- Kokkolahti
- village de Savonranta
- Niikkomäki
- Säimen
- Lapinlahti
- Vihtari, Heinävesi